# James Elroy Flecker

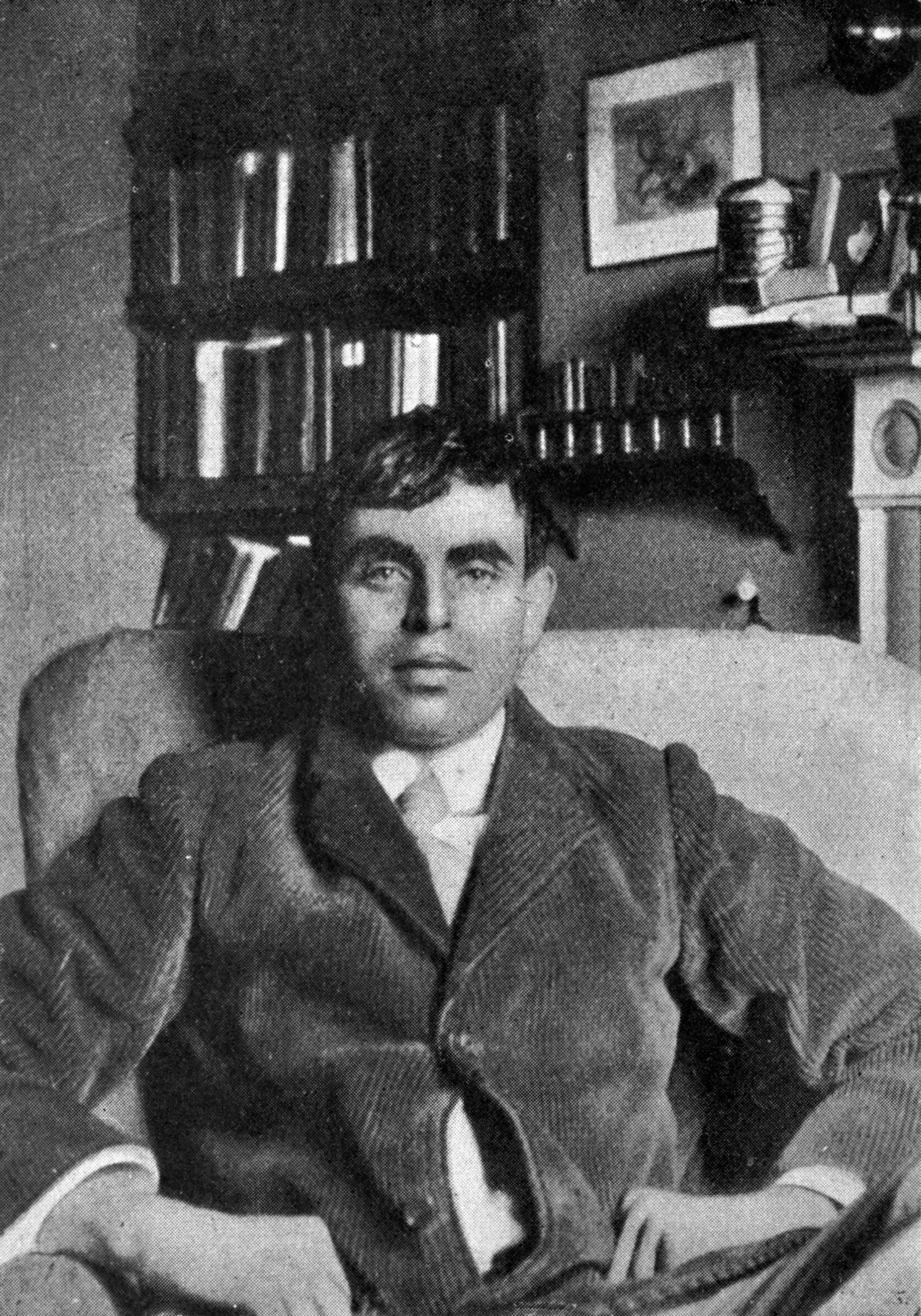
James Elroy Flecker på sitt rum vid Cambridge, omkring 1905.

James Elroy Flecker, född 5 november 1884, död 3 januari 1915, var en brittisk poet.
Flecker fick sin utbildning dels i Oxford, dels i Cambridge, vid vilket senare universitet han läste orientaliska språk, varefter han ingick i konsulattjänst. Han hade först anställning i Konstantinopel, senare i Smyrna. Grekland och Österlandet var ständigt återkommande ämnen i Fleckers diktning, det senare i The golden journey to Samarkand (1913). Två skådespel utgavs efter hans död, Hassan (1922) och Don Juan (1925). 1916 utkom Fleckers Collected poems med inledning av John Collings Squire.